# Missionarsstellung

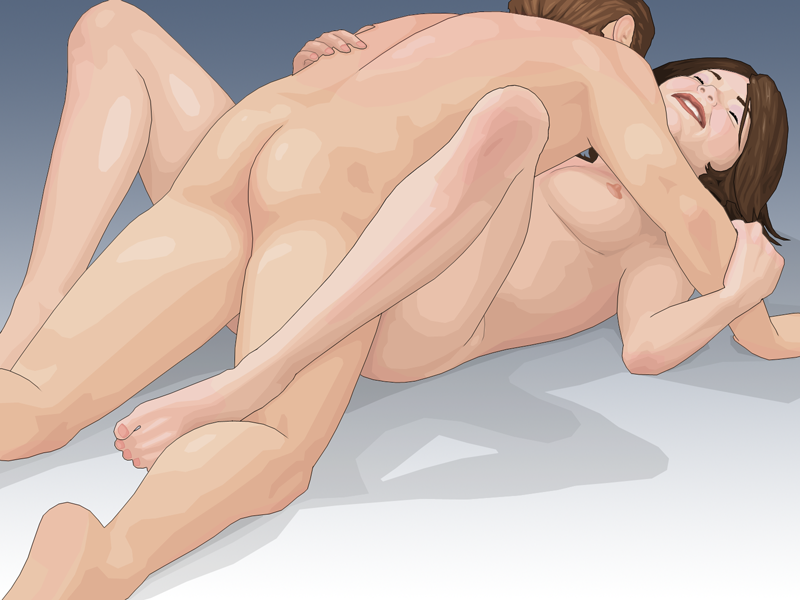
Missionarsstellung zwischen Mann und Frau

Die Missionarsstellung, auch als vis a fronte bezeichnet (lateinisch für „Kraft von vorn“, gegenüber vis a tergo: „von hinten“), fachsprachlich ventro-ventrale Kopulation (Bauch an Bauch), ist eine geläufige Position, den Geschlechtsverkehr zu praktizieren. Dabei liegt der vaginal oder anal penetrierte Partner mit geöffneten Beinen auf dem Rücken und der eindringende Partner auf ihr bzw. ihm. Vor allem im englischsprachigen Raum wird die Missionarsstellung oft als Vanillasex bezeichnet, im Sinne von „schlicht, gewöhnlich, ohne Extras“.

## Biologie
Menschen und einige Primaten gehören zu den wenigen Arten, die eine Kopulation in der Stellung Bauch an Bauch (ventro-ventral) im nennenswerten Ausmaß ausüben und damit wesentlich direkter auf die Mimik des Partners reagieren können. Beobachtet wurde das im Tierreich seltene Paarungsverhalten noch am häufigsten bei den Bonobos meist in Gefangenschaft sowie erst 2008 bei Flachlandgorillas in freier Wildbahn.
Untersuchungen an Afrikanischen Striemen-Grasmäusen (Gattung Rhabdomys) legen jedoch nahe, dass das ventro-ventrale Kopulationsverhalten auch unter Nagetieren häufiger vorkommt als angenommen, wobei nach Beobachtungen die Initiative für diese Position in der Regel von den Weibchen ausgeht. Wie Primaten haben auch viele weibliche Nagetiere eine ausgeprägte Klitoris. Bei zwei Dritteln der Grasmäuse führte die sexuelle Erregung durch das Paarungsvorspiel dazu, dass sie eine ventro-ventrale Position einnahmen, was die Berührung der Klitoris begünstigte. Die Forschergruppe schließt aus den Ergebnissen, dass dieses Verhalten bei diesen, aber auch bei Weibchen anderer Arten durch sexuelle Lustempfindung angetrieben wird.
Obwohl die Vagina im Ruhezustand deutlich kürzer ist als ein durchschnittlicher erigierter Penis, passt der Penis nach einem Vorspiel für die sexuelle Erregung der Frau und bei behutsamem Eindringen hinein, ohne an den Gebärmutterhals zu stoßen. MRT-Aufnahmen von Paaren in Missionarsstellung zeigten eine Verlängerung der vorderen Vaginalwand und ein Anheben des Uterus um einige Zentimeter.

Varianten der Missionarsstellung
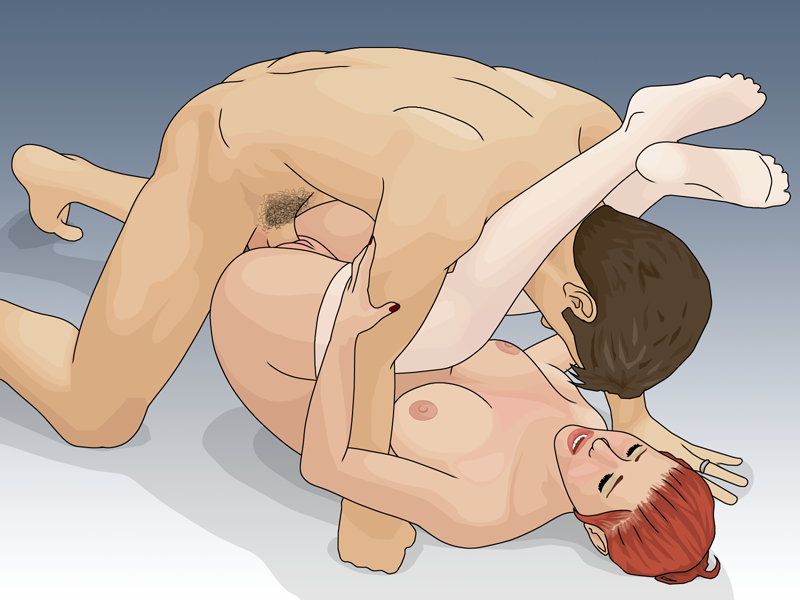
Variante der Missionarsstellung (Wiener Auster)
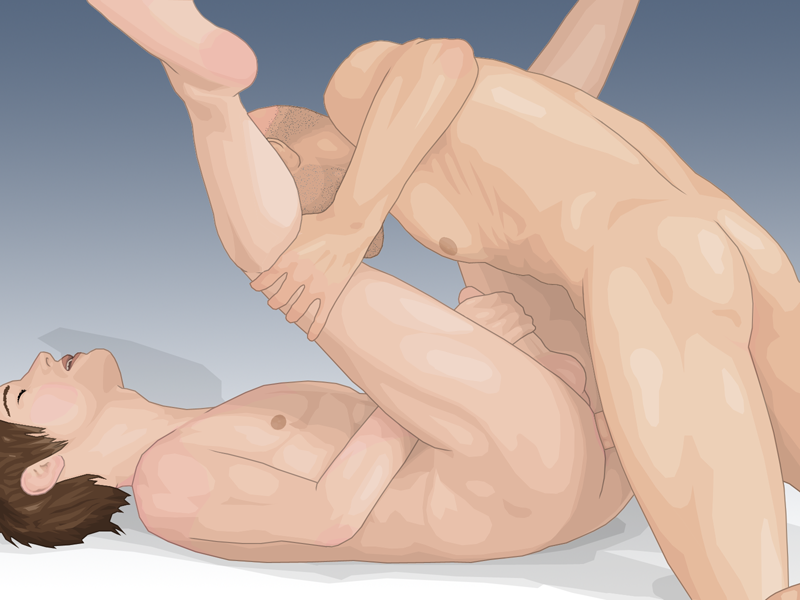
Missionarsstellung zwischen zwei Männern
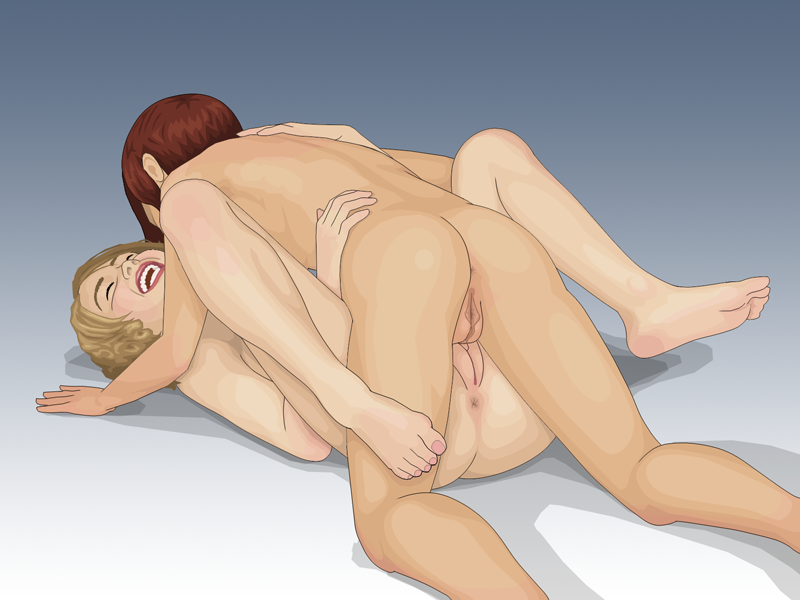
Missionarsstellung zwischen zwei Frauen

## Arten der Bewegung

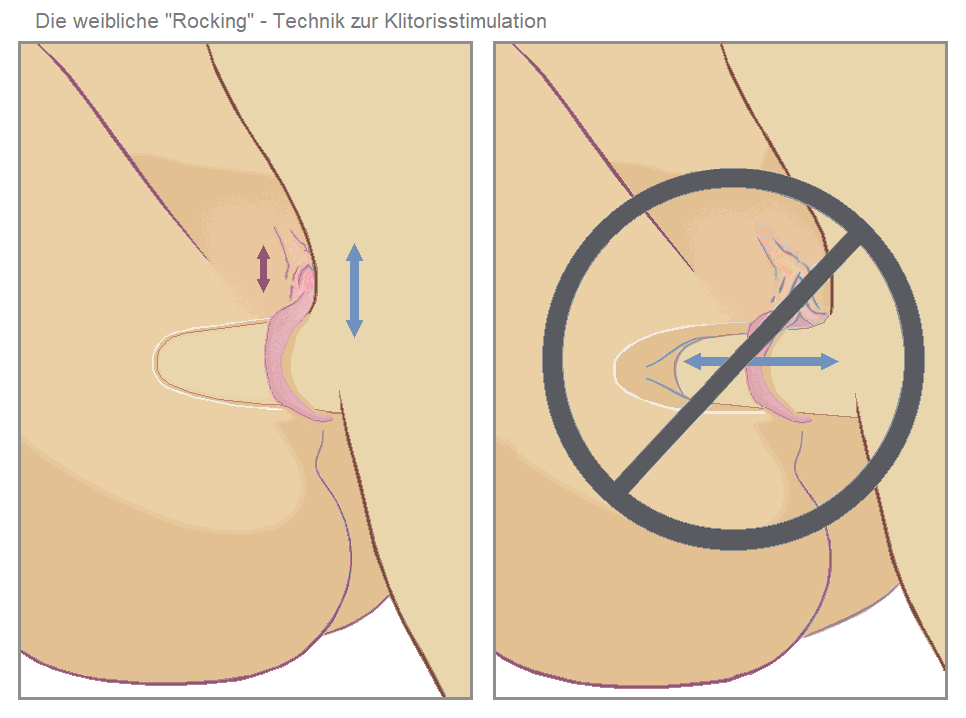
„Rocking“ ermöglicht eine kontinuierliche Klitorisstimulation

Für einen Mann ist beim Vaginalverkehr das Hinein- und Herausbewegen des Penis über einige Minuten meistens ausreichend, um einen Orgasmus zu bekommen. Da bei der Frau durch diese Bewegungen des Penis in der Missionarsstellung die Klitoriseichel nicht kontinuierlich stimuliert, sondern immer nur kurzzeitig berührt wird, haben Frauen die Bewegungstechnik „Rocking“ entdeckt. Eine Studie an über 3000 amerikanischen Frauen ergab, dass 76 % der Frauen die Technik anwenden, weil sie es sexuell erregend finden, während der Penis in ihrer Vagina ist und sich kaum bewegt, ihre Klitoris an der Basis des Penis zu reiben. Das „Rocking“ gehört zu den Techniken, bei denen der Mann das Ansteigen seiner Erregungskurve abschwächen kann, denn der Penis bekommt kaum Reibung. Sofern er nicht an Ejakulatio praecox leidet, kann er damit einen Orgasmus bei sich verhindern und gleichzeitig das Ansteigen der Erregungskurve bei der Frau fördern.
Die Technik wurde in Verbindung mit einem besonderen Bewegungsablauf beim Mann unter der Bezeichnung Coital alignment technique (CAT) in Studien überprüft, die zeigten, dass einige Symptome sexueller Funktionsstörungen, die als pathologische Ursachen angesehen werden, auf ineffiziente Techniken des Geschlechtsverkehrs zurückzuführen sind. Die CAT führte zu Verbesserungen in der Orgasmuskonsistenz und der Orgasmusstärke bei Frauen. Die CAT beinhaltet, dass der Mann die Wirkung der weiblichen Beckenbewegungen unterstützt, indem er mit seinem Penis und Schambein einen ihrem Rhythmus angepassten Gegendruck erzeugt.

## Herkunft des Namens
Ihren Namen hat diese Sexposition nach landläufiger Meinung daher, dass christliche Missionare sie als die einzige beim Geschlechtsverkehr zwischen Eheleuten zulässige Stellung durchzusetzen versuchten. Das ist jedoch unzutreffend. Wie Robert J. Priest nachweisen konnte, ist Alfred C. Kinsey (1894–1956) der Urheber dieses Gerüchtes. Kinsey hatte in seinen Kinsey-Reporten behauptet, christliche Missionare seien über die fantasievollen Sexualpraktiken der Südsee-Insulaner entsetzt gewesen und hätten diesen als Lehrmaterial Zeichnungen gezeigt, die ein Paar in der einzig erlaubten Koitus-Position andeuteten. Die Insulaner hätten diese Stellung als „Missionarsstellung“ verspottet.
Kinsey beruft sich dabei auf ein 1929 von dem Anthropologen Bronisław Malinowski verfasstes Standardwerk zur Sexualität der Melanesier. Robert J. Priest fand allerdings heraus, dass diese Geschichte bei Malinowski so nicht vorkommt. Malinowski berichtet zwar, dass die Bewohner der Trobriand-Inseln sich über das eintönige Sexualleben der Weißen lustig gemacht hätten, von Missionaren und deren angeblichen Vorschriften ist jedoch keine Rede. Die ihnen vorher unbekannte Mann-oben-Frau-unten-Stellung bezeichneten die Einheimischen in ihrer Sprache als ibilimapu („sie [die Frau] kann nicht mitmachen“). Allerdings beklagten sich die Trobriander über die von den Weißen übernommene neue Sitte, dass sich Liebespaare händchenhaltend in der Öffentlichkeit zeigen. Dieses Verhalten galt bei den älteren Trobriandern als unanständig und wurde von ihnen als misinari si bubunela („Missionarsmode“) bezeichnet, „eine dieser neumodischen, von Missionaren eingeführten Unschicklichkeiten“.
Mit seiner Verwechslung von ibilimapu und misinari si bubulena aus Malinowskis Buch hat Kinsey eine Legende geschaffen; auch ihre Bezeichnung missionary position (deutsch „Missionarsstellung“) geht auf Kinsey zurück. Christoph Drösser zufolge haben die christlichen Weißen das Sexualleben der Südseeinsulaner also „nicht prüde eingeschränkt, wie die Legende behauptet, sondern eher erweitert. Von kirchlichen Vorschriften, wie man sexuell zu verkehren habe, keine Spur.“